# Jonesville (Carolina del Nord)
Jonesville è una città degli Stati Uniti d'America situata nella Carolina del Nord, nella Contea di Yadkin.